# 度遼将軍
度遼将軍（とりょうしょうぐん／たくりょうしょうぐん）は、中国の前漢以降の官職である。渡遼将軍（遼水を渡って北族を討つ将軍の意）とも書かれる。
昭帝の元鳳3年（紀元前78年）、遼東の烏桓が反乱した際に中郎将の范明友が任命され、烏桓を討ったことに始まる。前漢においては范明友が解任された後は確認できない。
後漢の明帝の永平8年（65年）、降伏した南匈奴で二心を抱く者を監視し備えるために「行度遼将軍事」が置かれ、五原郡曼柏県に駐屯することとされた。安帝の元初元年（114年）には辺境に不安が多いことから正式に常設の官とされた。秩禄は二千石、銀印青綬であり、属官に長史、司馬2名が置かれた。

## 歴代度遼将軍

### 前漢
- 范明友（前78年 - 前66年）

### 後漢
- 呉棠（65年 - 73年）
- 来苗（73年 - 76年）
- 耿秉（76年 - 82年）
- 鄧鴻（82年 - 90年）
- 皇甫棱（90年 - 94年）
- 朱徽（94年 - 95年）
- 龐奮（95年 - 98年）
- 王彪（98年 - 109年）
- 梁慬（110年 - 111年）
- 耿夔（111年 - 114年）
- 鄧遵（114年 - 121年）
- 耿夔（121年 - 122年） - 再任
- 法度（122年 - 124年）
- 傅衆（125年）
- 龐参（126年 - 129年）
- 宋漢（129年 - 133年）
- 耿曄（133年 - 140年）
- 馬続（140年 - 145年）
- 呉武（145年 - ?）
- 陳亀（? - ?）
- 种暠（? - ?）
- 李膺（156年 - 159年）
- 皇甫規（163年）
- 張奐（163年 - 166年）
- 皇甫規（166年 - 167年） - 再任
- 橋玄（? - ?）
- 徐淑（? - ?）
- 賈琮（189年 - ?）
- 耿祉（? - ?）
- 鮮于輔（200年 - ?）